# Sloane Stephens
Sloane Stephens (Plantation, 20 marzo 1993) è una tennista statunitense.
Nel corso della sua carriera si è aggiudicata otto titoli WTA in singolare, tra cui il prestigioso Miami Open 2018 e soprattutto una prova del Grande Slam, lo US Open 2017, vinto al quinto torneo disputato dopo che un grave infortunio alla gamba sinistra l'aveva tenuta fuori dal circuito per quasi un anno. Inoltre è stata semifinalista all'Australian Open 2013 e finalista all'Open di Francia 2018 e alle WTA Finals 2018. Sempre nel 2018, dopo essere entrata a far parte delle prime dieci tenniste al mondo per la prima volta, ha raggiunto il suo best ranking alla terza posizione.

## Biografia
Sloane Stephens è nata a Plantation, in Florida, il 20 marzo 1993, da Sybil Smith e John Stephens, giocatore di football americano professionista a cavallo tra gli anni ottanta e novanta.
I suoi genitori si sono separati nel 1994, quando era ancora neonata, a causa dei molteplici arresti dell'uomo. È stata cresciuta dalla madre e dal compagno di lei, Sheldon Farrell, di professione commercialista. Sloane ha conosciuto il padre biologico per la prima volta all'età di 13 anni, quando le chiese un incontro essendogli stata diagnosticata l'osteoporosi. Nel 2007 Farrell è morto di cancro, mentre John Stephens perse la vita nel 2009 in un incidente stradale. Da quel momento in poi, Stephens e la madre vivono tra Fresno, in California, e Boca Raton, in Florida.
Si è sposata con il calciatore statunitense del Toronto Football Club, Jozy Altidore, che era anche uno dei suoi amici d'infanzia in Florida. In precedenza era stata legata sentimentalmente con il collega e connazionale Jack Sock per circa un anno.

## Carriera

### Esordi
Nel 2008 arriva in finale allo US Open in coppia con Mallory Burdette, perdendo da Noppawan Lertcheewakarn e Sandra Roma per 6–0, 6–2. L'anno dopo all'Open di Francia disputa la semifinale perdendo contro la francese Kristina Mladenovic. Nel 2010 vince in coppia con Tímea Babos l'Open di Francia, sconfiggendo in finale Lara Arruabarrena-Vecino e María-Teresa Torro-Flor. Al torneo di Wimbledon viene sconfitta a fatica nei quarti di finale da Kristýna Plíšková. Nella stessa competizione vince il doppio, sempre in coppia con Babos, sconfiggendo Irina Chromačëva e Elina Svitolina.

### 2007-2009: prime partecipazioni WTA come wildcard

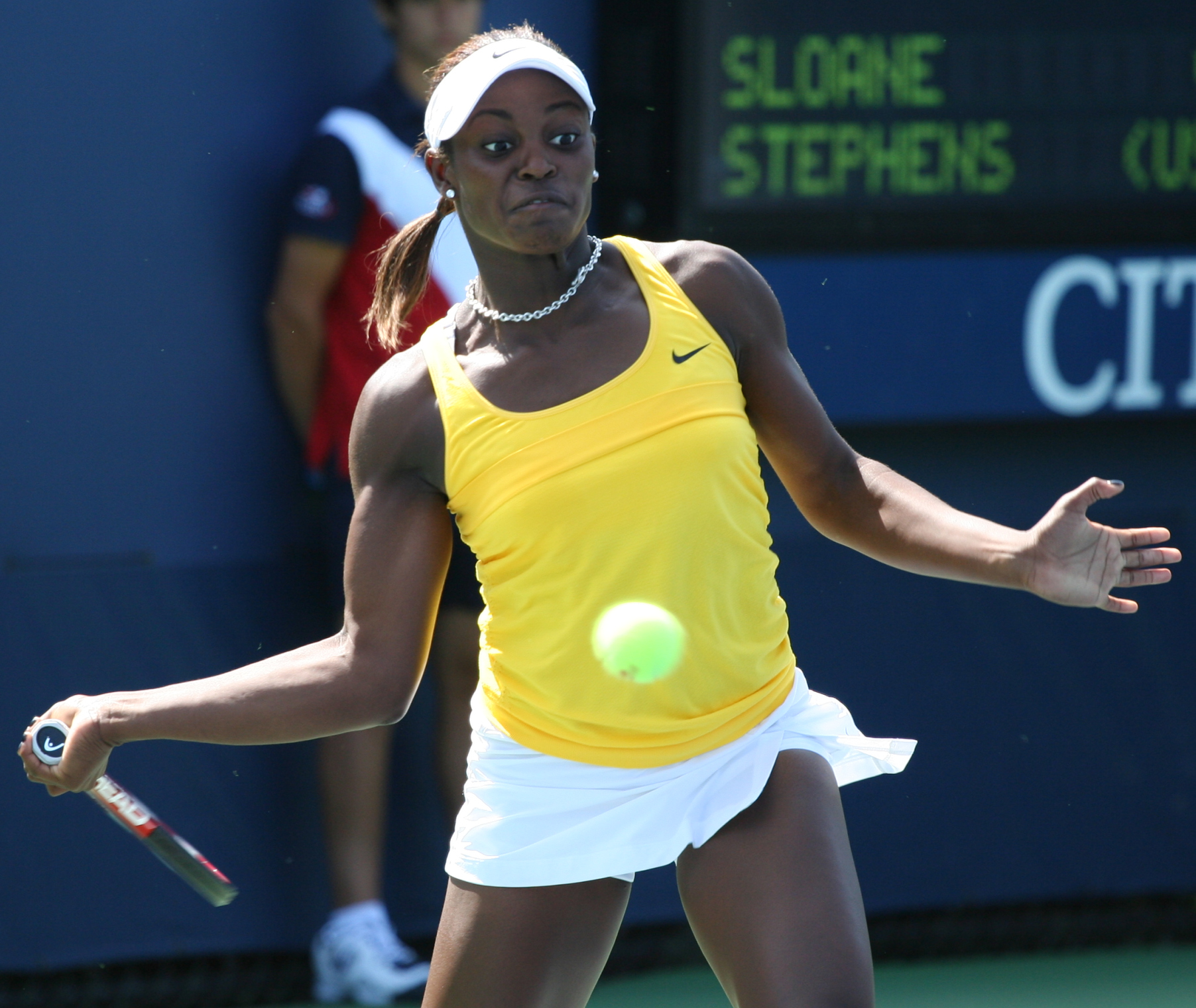
Sloane agli US Open nel 2009

Gioca i suoi primi tornei ITF nel 2007. Nella primavera del 2008 riceve una wildcard per il primo evento WTA, il Sony Ericsson Open di Miami, ma perde contro Ekaterina Byčkova al primo turno. Durante l'estate vince un torneo ITF di doppio in coppia con Christina McHale. Le viene data un'altra wildcard nelle qualificazioni dello US Open dove batte la settima testa di serie Melinda Czink, ma poi perde in due set da Stefanie Vögele.
Nel 2009 inizia a giocare tornei ITF con moderati successi. Le viene data un'altra wildcard per le qualificazioni di Miami, perdendo al primo turno da Akgul Amanmuradova. In estate riceve un altro invito per le qualificazioni di Los Angeles. Qui vince il primo match nel circuito WTA contro Lenka Wienerová, ma cede al turno successivo da Anastasija Rodionova.
Nello stesso periodo gioca nel World TeamTennis per il New York Buzz. L'ultimo torneo del 2009 è lo US Open, dove le viene data una wildcard per le qualificazioni per il secondo anno consecutivo, ma perde al primo turno.

### 2010-2011: torneo ITF singolare, progressi nello Slam

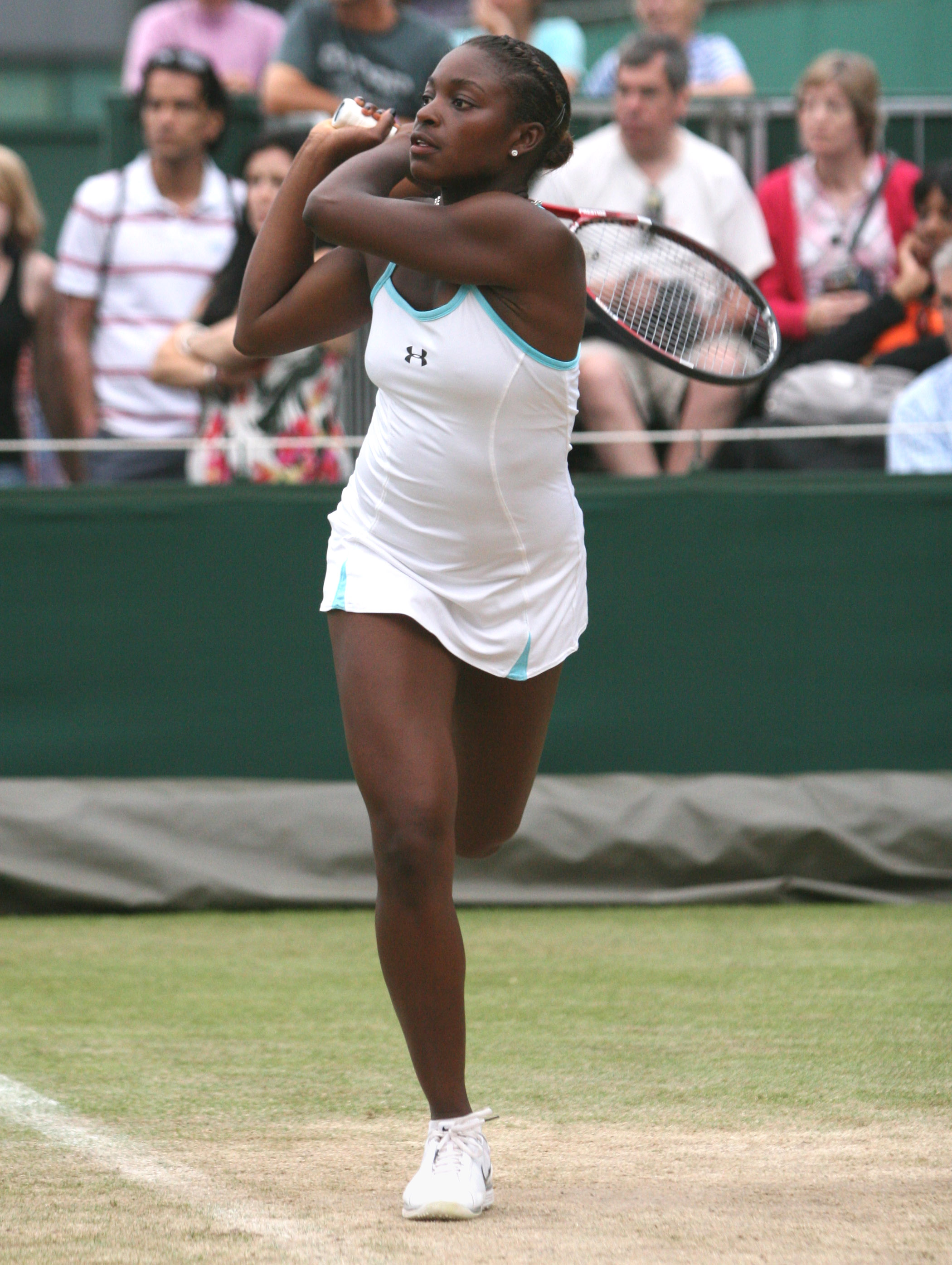
Sloane a Wimbledon nel 2010

Si qualifica al BNP Paribas Open 2010 dove batte Lucie Hradecká. Poi perde contro la campionessa in carica e dodicesima del seeding Vera Zvonarëva
Compie un buon risultato al BNP Paribas Open 2011 dove prevale sulla connazionale Jamie Hampton al primo turno. Nel turno successivo perde contro la nº1 del mondo Caroline Wozniacki, futura vincitrice del torneo. La settimana dopo, come wildcard, vince entrambi i match di qualificazioni del torneo di Miami e così accede al tabellone principale.
Nel maggio 2011 vince il 50 000 $ di Reggio Emilia. Questo è il primo torneo singolare vinto nel circuito ITF. Partecipa alle qualificazioni del Roland Garros 2011, battendo Anastasija Pivovarova nell'ultimo turno di qualificazione e accedendo così al main draw, dove perde contro Elena Baltacha.
A Wimbledon esce al secondo turno delle qualificazioni contro Nina Bratčikova. Dopo le viene data una wild card a San Diego, dove giunge al primo quarto WTA, battendo Julia Görges nel suo cammino, prima di essere sconfitta da Andrea Petković nei quarti. 

### 2012: ottavi al Roland Garros

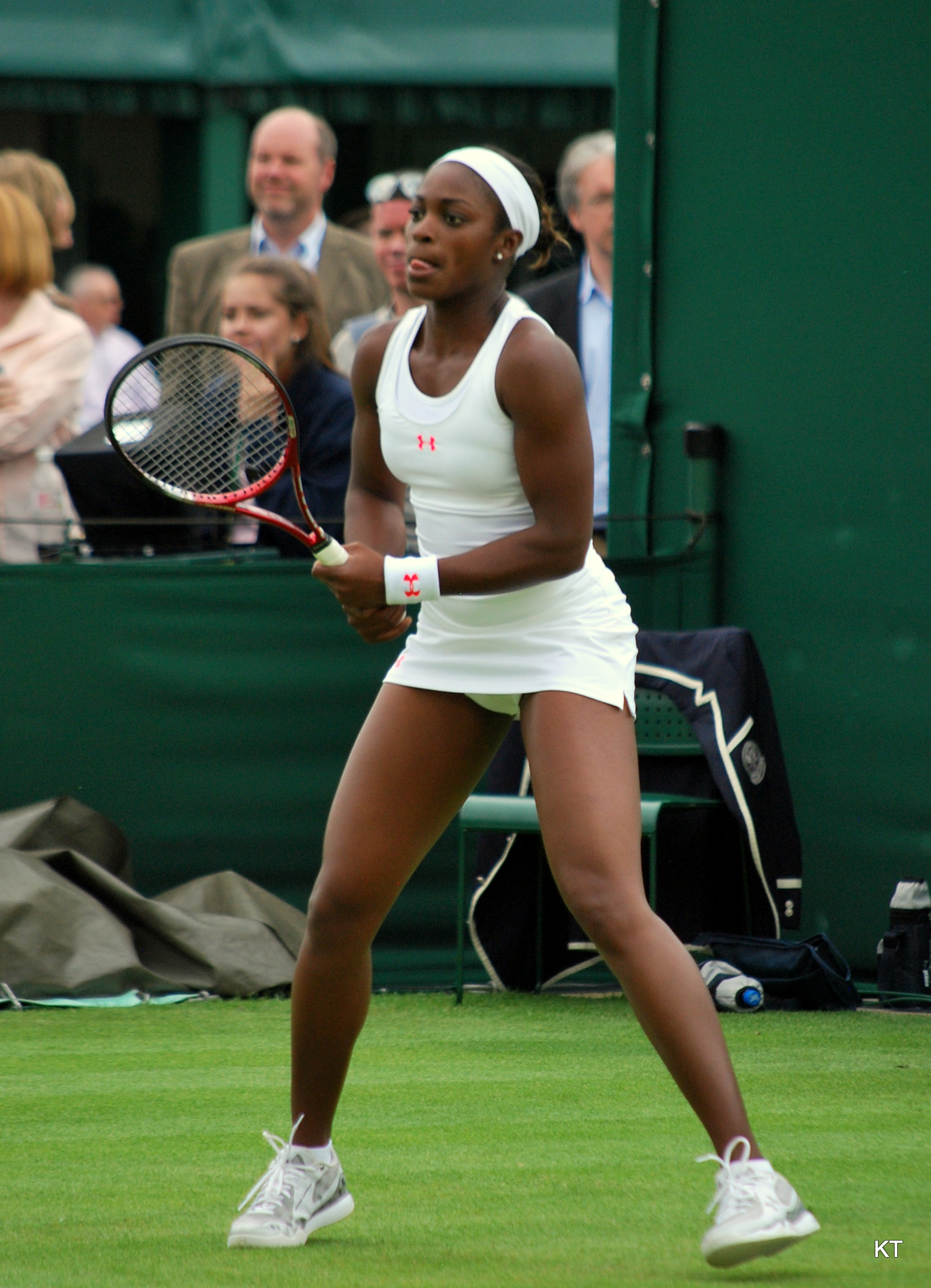
Sloane Stephens a Wimbledon 2012

Inizia l'anno raggiungendo il secondo turno all'Australian Open, dove perde contro la 18ª testa di serie Svetlana Kuznecova.
Le viene data una wildcard per giocare ad Indian Wells dove giunge al secondo turno. Si qualifica per il torneo di Miami dove disputa il terzo turno. Dopo aver fallito le qualificazioni al torneo di Madrid, passa accedendo al tabellone principale agli Internazionali d'Italia e giunge al secondo turno.
Gioca il suo torneo successivo a Strasburgo dove ottiene il secondo turno dopo il ritiro di Marija Kirilenko. Sconfigge poi Babos ed accede alla semifinale con una vittoria su Ayumi Morita. Qui cede alla ex campionessa del Roland Garros, Francesca Schiavone, nella prima semifinale di un evento WTA per lei.
Raggiunge successivamente il quarto turno al Roland Garros battendo Ekaterina Makarova, Mattek-Sands e Mathilde Johansson. Nel quarto turno perde contro l'australiana Stosur, finendo la sua miglior corsa in uno Slam.
Giunge al terzo turno a Wimbledon  battendo Karolína Plíšková nel primo turno e sorprendendo Cetkovská nel secondo. In seguito perde dalla tedesca Lisicki.
Compete al Washington Open dove batte Eugenie Bouchard nei quarti, ma perde da Rybáriková in semifinale.
A New Haven s'impone su Tamira Paszek al primo turno, ma perde dalla nº11 del mondo Marion Bartoli nel secondo.
Allo US Open partecipa nel singolo, nel doppio (con Babos) e nel doppio misto (con Rajeev Ram). Nel primo turno del singolare supera Schiavone, batte poi Tatjana Maria nel secondo , ma viene sconfitta da Ana Ivanović nel terzo . In doppio esce al primo turno. Nel doppio misto batte Mattek-Sands /Horia Tecău per 6–2 , 5–7, [10–8].

### 2013: semifinale all'Australian Open, quarti a Wimbledon e ottavi al Roland Garros e US Open
Inizia l'anno a Brisbane. Nel primo turno sorprende la nº15 mondiale Dominika Cibulková. Continua la sua buona performance battendo Sofia Arvidsson al turno successivo. Nei quarti perde da Serena Williams. Dopo questo risultato passa dalla 38ª posizione mondiale alla 29ª, suo best ranking, diventando per la prima volta in carriera testa di serie in un Grande Slam, all'Australian Open.
La settimana dopo gioca ad Hobart dove nel secondo turno sconfigge Simona Halep. Nei quarti batte, dopo una dura lotta, la connazionale Lauren Davis, mentre in semifinale cede ad Elena Vesnina. Al primo turno dell'Australian Open sconfigge ancora Halep. Negli ottavi di finale supera la serba Bojana Jovanovski conquistando così il primo quarto di finale in un torneo del grande Slam. Proprio qui elimina dal torneo la connazionale e nº3 del mondo Serena Williams, raggiungendo la prima semifinale in uno Slam dove si arrende a Viktoryja Azaranka.

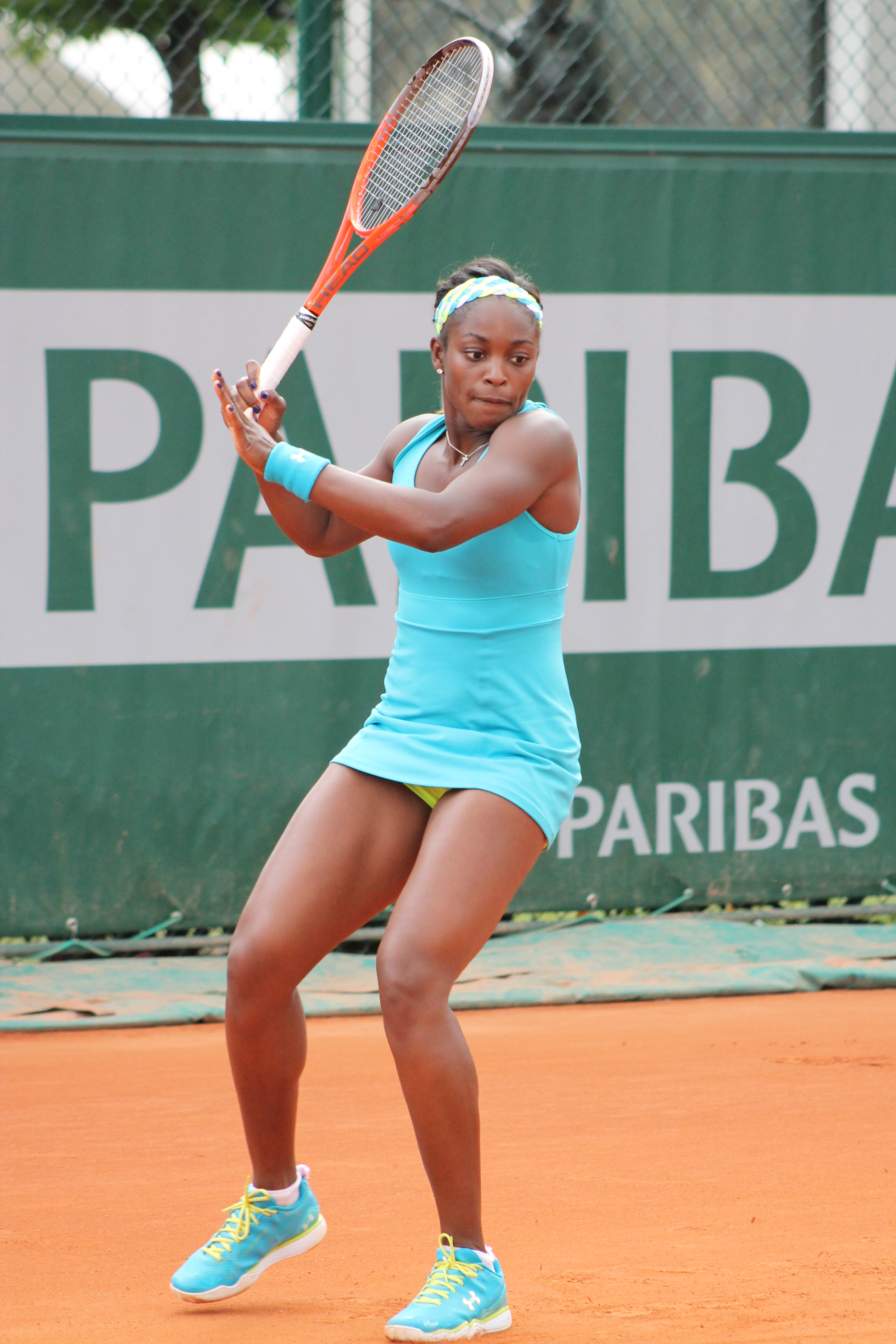
Sloane al Roland Garros 2013

Risente dell'exploit agli Open d'Australia ottenendo solo dei primi turni nei successivi tornei. A Miami sfruttando anche il ritiro di Venus Williams nei sedicesimi, si ritrova agli ottavi dove strappa un set ad Agnieszka Radwańska, ma cede i restanti due vincendo solo due giochi. Anche sulla terra verde americana di Charleston esce subito per mano della connazionale Mattek-Sands. La stagione sulla terra europea si apre con una sconfitta all'esordio a Madrid contro Hantuchová. La settimana seguente a Roma giunge al terzo turno, dove racimola tre game contro Marija Šarapova. Una settimana prima del Roland Garros si ferma ai quarti di Bruxelles contro la cinese Peng Shuai. Agli Open di Francia conferma il quarto turno ottenuto la scorsa stagione. Ad estrometterla è sempre Šarapova. Sull'erba londinese di Wimbledon raggiunge per la prima volta in carriera i quarti sfruttando un tabellone abbastanza agevole e approfittando delle premature eliminazioni di Errani e Wozniacki. Batte nel suo cammino Andrea Petković, Cetkovská, la giovane portoricana Monica Puig, per poi cedere dalla futura vincitrice del torneo Marion Bartoli. La stagione sul cemento americano si apre nel peggiore dei modi. A Washington, dove era accreditata dalla seconda testa di serie, esce al primo turno contro la russa Ol'ga Pučkova. A Toronto esce negli ottavi contro Agnieszka Radwanska. A Cincinnati, dopo aver battuto Šarapova al secondo turno, non riesce a riconfermarsi nel turno successivo dove viene sconfitta da Janković. A New Haven perde nei quarti da Wozniacki. Agli US Open riesce a raggiungere gli ottavi di finale dopo aver superato a fatica il primo turno, viene poi sconfitta da Serena Williams. Il suo debutto in Asia avviene nel torneo di Tokyo, battendo al primo turno Vögele, ma viene superata da Bouchard all'incontro successivo. A Pechino, dopo essersi presa la rivincita su Bouchard al secondo turno, viene sconfitta negli ottavi da Wozniacki.

### 2014: Quarti ad Indian Wells
Inizia l'anno partecipando alla Hopman Cup. Dopo aver vinto agevolmente i primi due incontri in singolare è costretta a ritirarsi nel terzo. Dopodiché partecipa agli Australian Open dove passa i primi tre turni senza pericoli prima di arrendersi agli ottavi ad Azarenka in due set. Dopo due primi turni a Doha e Dubai, la sua corsa viene arrestata ai quarti di finale del BNP Paribas Open di Indian Wells dalla futura vincitrice del torneo Flavia Pennetta in un match condizionato dal vento che impedisce alle due giocatrici di esprimere il loro miglior tennis. A Miami non va oltre il terzo turno.
Agli Open di Francia, viene battuta agli ottavi di finale dalla rumena Halep. Dopo il Roland Garros, la statunitense prende parte al torneo di Eastbourne dove viene eliminata al secondo turno dall'ex numero uno del mondo Wozniacki. A Wimbledon esce già al primo turno sconfitta da Maria Kirilenko. Dopo il primo turno raggiunto a Washington DC, partecipa al torneo di Montréal dove, dopo aver battuto Aleksandra Wozniak, perde da Jankovic in un match combattutissimo finito 6(7)–7, 6–4, 7–6(4). Fa una buona prestazione a Cincinnati dove batte Petković e Barbora Záhlavová Strýcová prima di essere fermata al terzo turno nuovamente da Janković. Agli US Open esce al secondo turno, a sorpresa, contro la svedese Johanna Larsson. All'ultimo torneo dell'anno, a Guangzhou, il suo percorso si ferma subito contro l'iberica Sílvia Soler Espinosa. Chiude l'anno alla posizione numero 37.

### 2015: primo titolo WTA in carriera

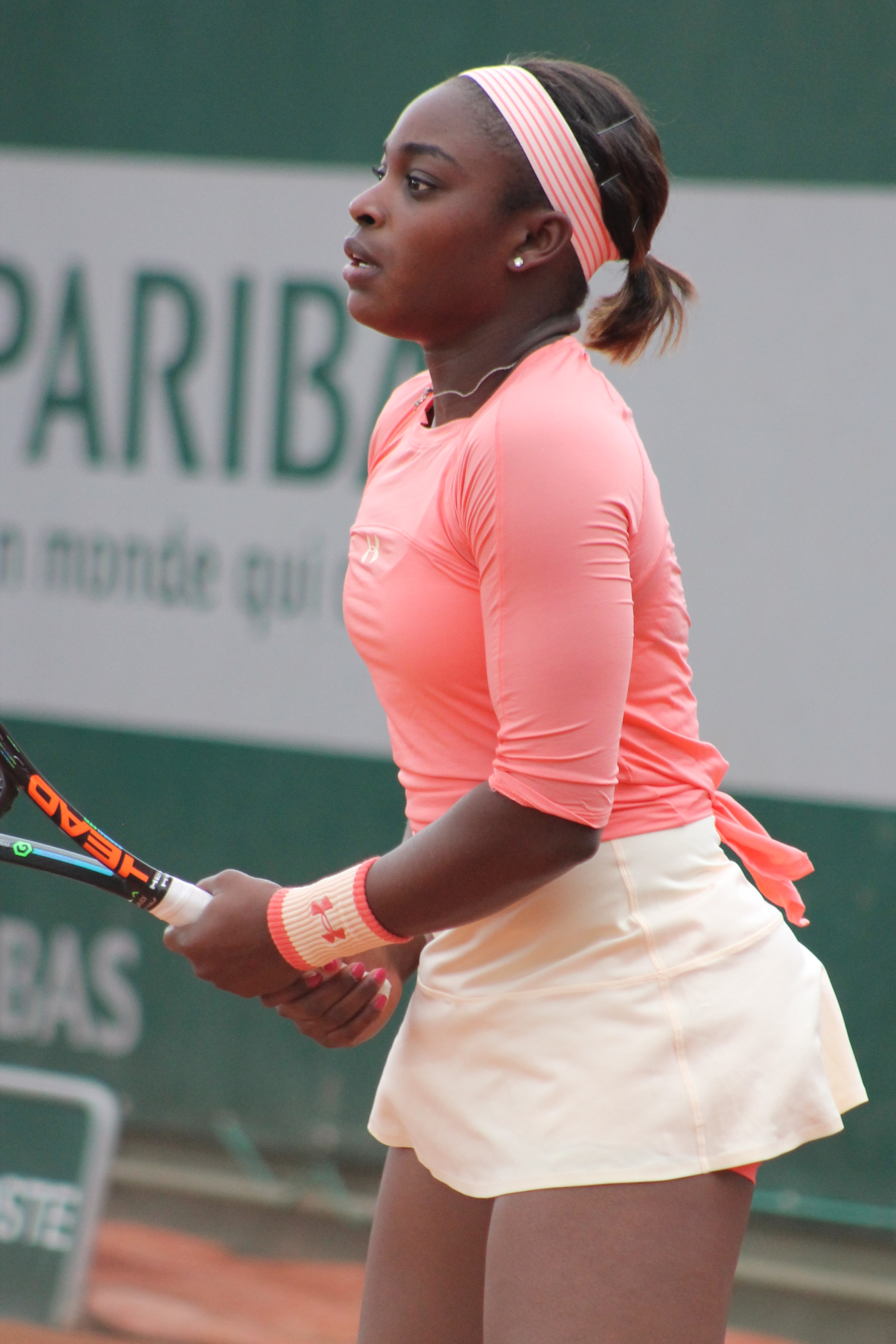
Sloane al Roland Garros 2015.

L'americana comincia l'anno con due secondi turni, al torneo di Auckland, in Nuova Zelanda, e ad Hobart dove viene fermata per mano della britannica Heather Watson. Esce al primo turno dell'Australian Open contro Azarenka. Stessa sorte ad Acapulco contro Larsson. Ad Indian Wells sconfigge Chanelle Scheepers, Kerber e Kuznecova prima di perdere al quarto turno dalla numero uno del mondo Serena Williams. A Miami fa ancora meglio eliminando fra le altre Keys e Belinda Bencic verso i quarti di finale persi contro Halep. Dopo questo exploit perde al secondo turno a Charleston dalla tedesca Mona Barthel. Comincia la stagione sulla terra rossa al torneo di Madrid battuta da Serena Williams al secondo turno. A Roma si ferma all'esordio. Raggiunge le semifinali a Strasburgo battendo Nadežda Kičenok in due agevoli set, Coco Vandeweghe e approfittando del ritiro di Jelena Janković ai quarti. Fra le ultime quattro perde dalla futura campionessa del torneo, l'australiana Stosur. Agli Open di Francia esce al quarto turno sconfitta ancora una volta dalla connazionale Serena Williams. Comincia la stagione sull'erba nel torneo di Eastbourne. Al primo turno batte la wildcard di casa Naomi Broady. Nei turni successivi supera agevolmente Suárez Navarro, e la britannica Heather Watson. Ai quarti sfrutta il ritiro della lucky loser Dar'ja Gavrilova, approdando alla seconda semifinale dell'anno. Fra le ultime quattro perde contro la polacca Agnieszka Radwańska. Chiude la sua stagione sull'erba con un terzo turno a Wimbledon, battuta da Lucie Šafářová, dopo aver superato all'esordio Strycova.
In seguito prende parte al torneo di Washington, dando inizio alla stagione sul cemento americano: elimina nettamente Magda Linette per 6–2, 6–1 mentre al secondo turno sfrutta il ritiro per walkover di Kuznecova, per un problema alla gamba sinistra. In semifinale prevale su Stosur, che già le aveva negato la finale a Strasburgo,  permettendole di arrivare alla prima finale in carriera, dove batte per 6–1, 6–2 la russa Anastasija Pavljučenkova, vincendo il suo primo titolo in carriera. In seguito partecipa alla Rogers Cup dove viene eliminata subito da Cibulková. A Cincinnati si ferma al terzo turno contro Ana Ivanović. Allo US Open esce al primo turno battuta da Vandeweghe. A Seul è numero tre del seeding e nei primi due turni non ha problemi. Al terzo però si fa sorprendere da Aljaksandra Sasnovič. Sia a Wuhan che a Pechino si ferma al secondo turno, mentre a Lussemburgo viene sconfitta all'esordio da Barthel. Chiude l'annata alla posizione numero 30, migliorando di sette posizioni rispetto al 2014.

### 2016: vittorie ad Auckland, Acapulco e Charleston prima dell'infortunio

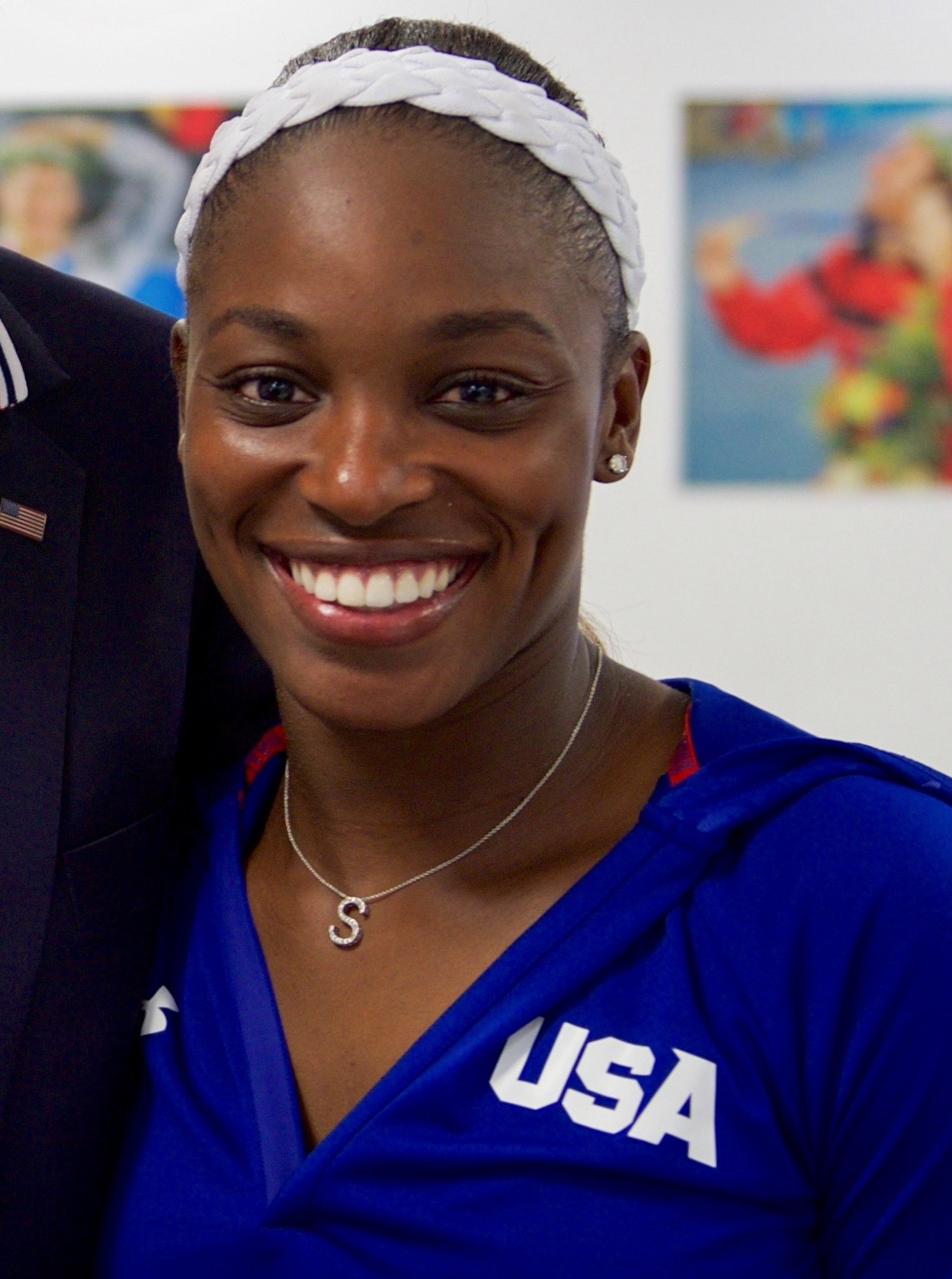
Sloane alle Olimpiadi di Rio nel 2016

Inizia la propria stagione ad Auckland sconfiggendo in semifinale la danese Wozniacki, mentre in finale batte la tedesca Görges. Dopo il successo neozelandese delude agli Australian Open, dove viene nettamente sconfitta dalla cinese Qiang Wang al primo turno. In Fed Cup vince un match di singolare valido per lo spareggio del secondo gruppo mondiale contro Linette, aiutando la vittoria per 4-0 degli Stati Uniti nello spareggio contro la Polonia. Riprende la stagione sul cemento di Acapulco, dove viene messa in difficoltà dalla connazionale Louisa Chirico al primo turno. Dopodiché si impone agevolmente su Vol'ha Havarcova e Naomi Ōsaka, accedendo alle semifinale contro Yanina Wickmayer su cui s'impone con un perentorio 6–2, 6–0. Nella sua terza finale in carriera sconfigge Cibulková, conquistando il terzo titolo WTA della carriera. Ad Indian Wells e Miami esce al primo incontro. A Charleston batte fra le altre la russa Kasatkina, la tedesca Kerber (che sul 6–1, 3–0 è costretta al ritiro) prima di approdare alla terza finale dell'anno dove si scontra con l'outsider Elena Vesnina che sconfigge per 7–6(4), 6–2, conquistando il primo titolo Premier della carriera. Dopo il trionfo si sposta a Madrid dove avvia la stagione sulla terra. Qui esce al secondo turno contro la sorpresa romena Patricia Maria Tig. A Strasburgo, dove è seconda testa di serie, dopo aver vinto in tre set contro Donna Vekić, si arrende al secondo turno contro la francese Pauline Parmentier. Al Roland Garros dopo due agevoli vittorie viene stoppata da Pironkova, che le lascia appena tre giochi.
A Wimbledon raggiunge il terzo turno contro Kuznecova. La stagione sul cemento è avara di soddisfazioni: perde infatti al primo turno nei tornei di Washington, Cincinnati e ai Giochi della XXXI Olimpiade disputati a Rio de Janeiro. È poi costretta a rinunciare allo US Open a causa di un grave infortunio alla gamba sinistra, che le impedisce di partecipare alla restante stagione in corso.

### 2017-2018: il successo

#### 2017: rientro e vittoria agli US Open

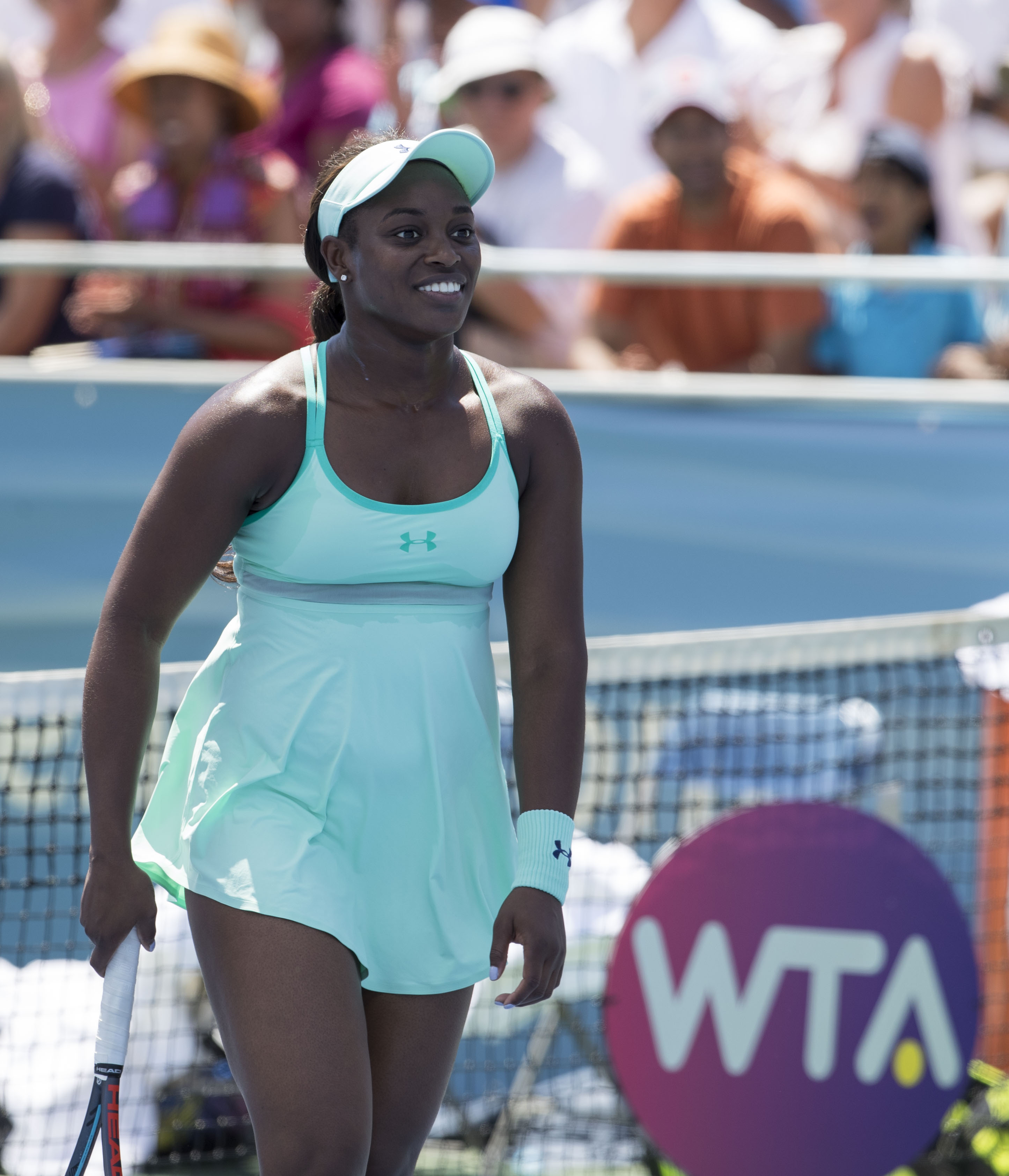
Sloane nel torneo di Washington nel 2017

L'infortunio si rivela più grave del previsto e la costringe a sottoporsi a un intervento chirurgico e quindi a dover rinunciare alla prima parte della stagione tennistica. Ritorna alle competizioni in estate perdendo al primo turno sia a Wimbledon che al Washington Open. Successivamente ottiene ottimi risultati negli importanti tornei di Toronto e Cincinnati, raggiungendo in entrambi i casi la semifinale. Questi risultati le permettono di rientrare nella top 100 del ranking mondiale.
Si presenta agli US Open come numero 83 del mondo. Qui, dopo aver sconfitto Roberta Vinci, Cibulková e la giovane australiana Ashleigh Barty ritorna alla seconda settimana di uno Slam dopo due anni. Agli ottavi si trova opposta a Görges: l'incontro rispetta l'esito dell'ultimo confronto con il punteggio di 6–1, 7–6(3) a favore dell'americana. Ai quarti di finale supera Anastasija Sevastova, giungendo alle semifinali da autentica sorpresa, giocando ad alti livelli nonostante le sole sei settimane dal suo rientro. Quindi affronta la prima top ten del torneo, Venus Williams, in una partita che si decide al terzo set. Accede in tal modo alla sua prima finale nel torneo di un Grande Slam opposta alla connazionale ed amica Madison Keys, anche lei alla prima finale Slam, ma, nonostante le aspettative sul match, la partita si conclude dopo appena 61 minuti di gioco in favore di Stephens che trionfa con il punteggio di 6–3, 6–0. Diventa così la giocatrice con il ranking più basso a vincere uno Slam dopo la belga Kim Clijsters, rientrante senza classifica nel 2009. Inoltre la vittoria del suo primo Slam in carriera sommate alle semifinali di Toronto e Cincinnati le permettono di risalire complessivamente dalla posizione numero 957 alla dodicesima, migliorando il suo best ranking di una posizione.
Dopo il trionfo ha un finale di stagione in tono minore uscendo al primo turno a Wuhan e a Pechino. Nel doppio, in coppia con Watson, si spinge fino al terzo turno prima di perdere contro Babos e Andrea Sestini Hlaváčková. Nel torneo di fine anno, il WTA Elite Trophy, si ferma ai gironi a causa della sconfitta inflittale da Sevastova e del ritiro nel match contro Strýcová.
Conclude l'anno alla tredicesima posizione del ranking mondiale.

#### 2018: top 3, vittoria a Miami, finale al Roland Garros e alle WTA Finals
Inizia l'anno malamente perdendo a Sydney contro Camila Giorgi che le lascia solo tre giochi. Nel doppio non va meglio perdendo, insieme a Jeļena Ostapenko, dalla coppia formata da Casey Dellacqua e Kateryna Bondarenko. Agli Australian Open, esce al primo turno contro Zhang Shuai. In doppio non fa meglio: in coppia con Eugenie Bouchard, viene eliminata dalle future finaliste Elena Vesnina e Ekaterina Makarova.

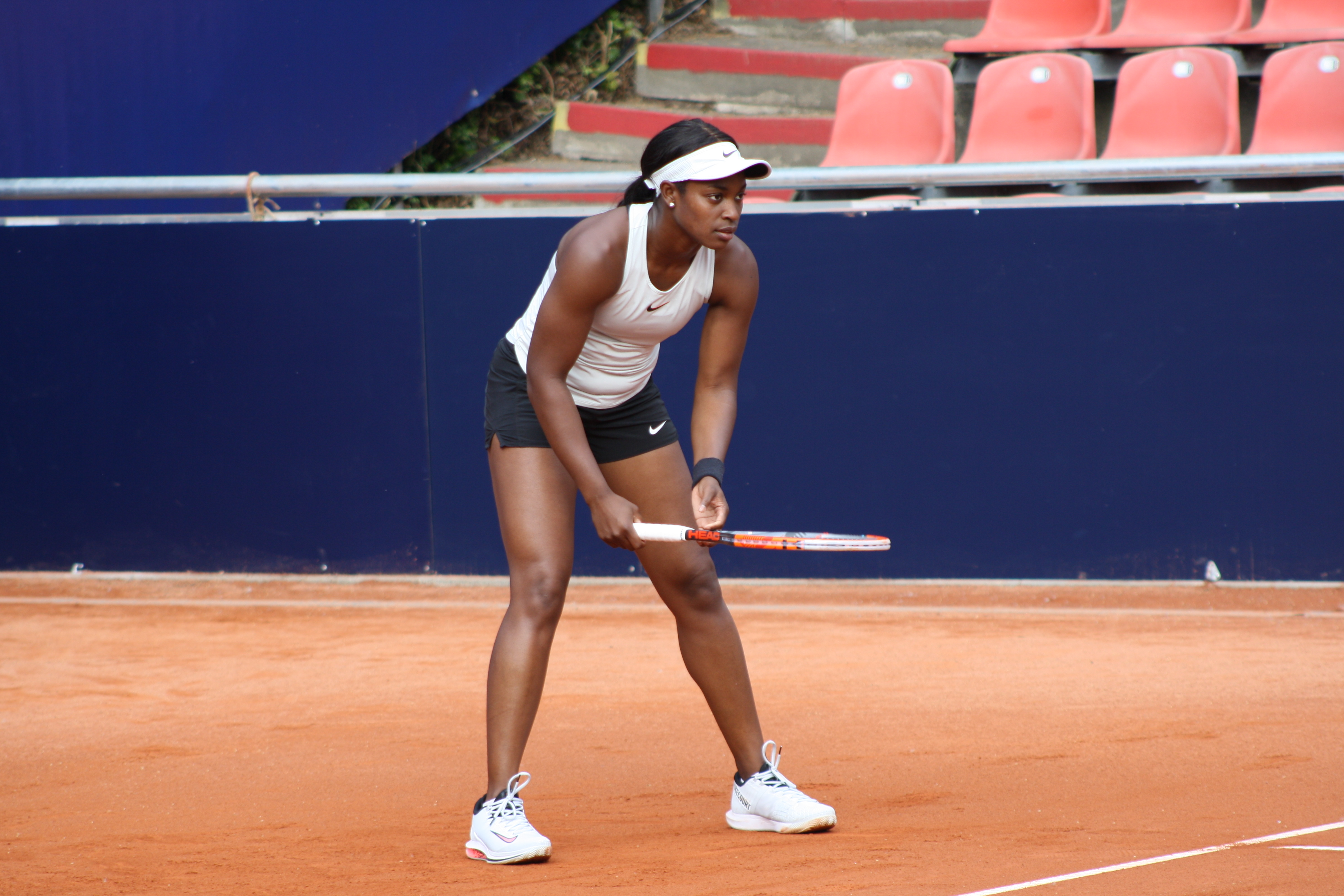
Sloane Stephens nel 2018

Torna in campo ad Acapulco, dove si presenta come prima testa di serie. Qui deve arrendersi ai quarti contro Stefanie Vögele. In doppio, in coppia con Mónica Puig, arriva fino alla semifinale. Nei tornei Mandatory americani arriva fino al secondo turno a Indian Wells dove, dopo aver sconfitto Viktoryja Azaranka, perde contro la futura finalista, Dar'ja Kasatkina; in doppio, ancora una volta in coppia con Bouchard, esce subito contro la coppia bielorussa formata da Azarenka e Aryna Sabalenka. La settimana successiva, a Miami, raggiunge la prima finale dopo gli US Open 2017, segnando il ritorno definitivo della tennista. Qui sconfigge fra le altre Garbiñe Muguruza, Angelique Kerber, Azarenka e infine Jeļena Ostapenko. Vince così il suo sesto torneo WTA nonché il secondo più importante della sua carriera dopo il Grande Slam vinto l'anno precedente. Questo risultato le permette anche di entrare per la prima volta nella top ten, precisamente al nono posto. In seguito partecipa al torneo su terra indoor di Stoccarda, dove viene eliminata perentoriamente dalla connazionale Coco Vandeweghe con il punteggio di 1–6, 0–6. Arriva agli ottavi di finale sia a Madrid, perdendo dalla sesta testa di serie Karolína Plíšková, che a Roma, cedendo a Caroline Garcia. Partecipa al torneo di Norimberga da prima testa di serie, ma perde all'esordio da Julija Putinceva.
Al Roland Garros batte al terzo turno Giorgi. Raggiunge gli ottavi di finale per la quarta volta in carriera a Parigi: ad attenderla c'è la numero 24 del mondo Anett Kontaveit, che travolge in appena 52 minuti con il punteggio di 6–2, 6–0. Ai quarti supera Kasatkina, in semifinale, in un remake della finale degli US Open 2017, affronta la connazionale e amica Madison Keys che batte anche questa volta. Questo risultato le permette di portarsi per la prima volta tra le prime 4 del ranking diventando la prima statunitense dal 2006 oltre a Serena e Venus Williams in top 5 dopo Lindsay Davenport. In finale affronta la tennista numero uno del mondo Halep, che la batte in tre set perdendo la prima finale WTA in carriera dopo 6 vittorie consecutive.
Si prende una pausa fino al terzo Slam stagione, Wimbledon, dove viene eliminata all'esordio a sorpresa da Donna Vekić. In doppio misto, in coppia con Jack Sock, viene estromessa invece negli ottavi di finale dalla coppia formata da Ekaterina Makarova e Bruno Soares. Nonostante l'esito negativo al termine del torneo raggiunge il suo best ranking alla terza posizione del mondo. 

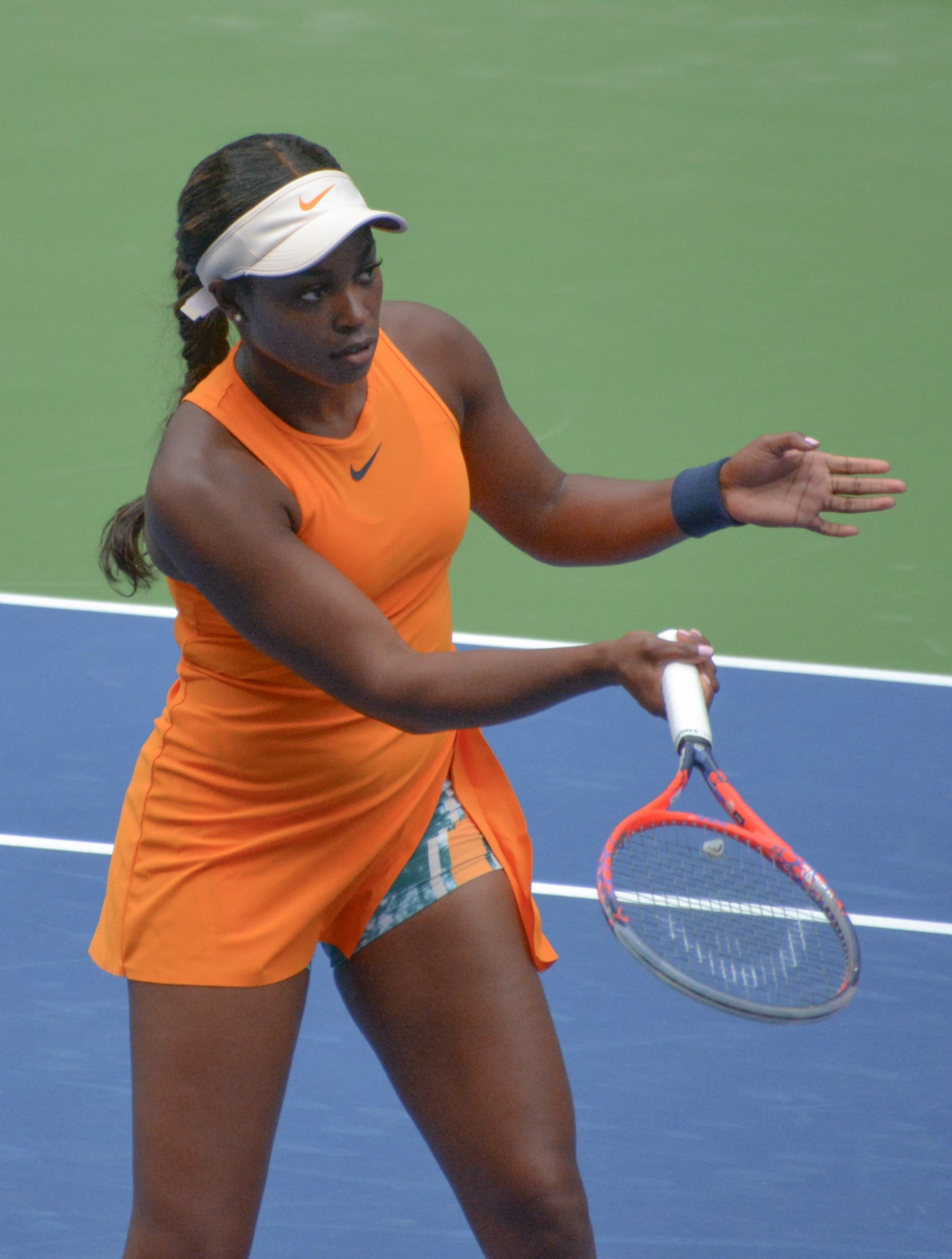
Sloane Stephens agli US Open 2018

Torna in campo qualche settimana dopo a Washington, dove supera la connazionale Bethanie Mattek-Sands, per poi soccombere ad Andrea Petković. A Montréal dopo aver battuto fra le altre Sevastova, Svitolina raggiunge la finale, dove affront ancora una volta contro Halep, che si aggiudica il titolo. A Cincinnati si impone sulla tedesca Tatjana Maria, ma viene poi sconfitta da Elise Mertens. Si presenta a New York per difendere il titolo Slam conquistato l'anno precedente, ma dopo aver eliminato fra le altre Azarenka e Mertens viene sconfitta nei quarti di finale da Sevastova.
Nel torneo di Tokyo viene eliminata al primo turno da Vekić. A Wuhan viene sorpresa al primo turno dalla futura finalista Anett Kontaveit. Nemmeno a Pechino brilla venendo sconfitta al terzo turno in rimonta da Cibulkova. A Mosca esce al secondo turno per mano della qualificata e futura finalista, Ons Jabeur.
Grazie ai risultati ottenuti nel corso di tutta la stagione si qualifica per le WTA Finals per la prima volta in carriera. Stephens viene inserita nel gruppo rosso con Naomi Ōsaka, Kerber e Kiki Bertens. Si impone su tutte e tre le avversarie e, a punteggio pieno, passa in semifinale dove incontra Karolína Plíšková, sulla quale si impone per 0–6, 6–4, 6–1. In finale è opposta a Elina Svitolina che vince in rimonta con il punteggio di 6–3, 2–6, 2–6. Dopo aver perso la terza finale consecutiva, conclude la stagione alla sesta posizione del ranking mondiale.

### 2019: semifinale a Madrid, uscita dalla Top 20

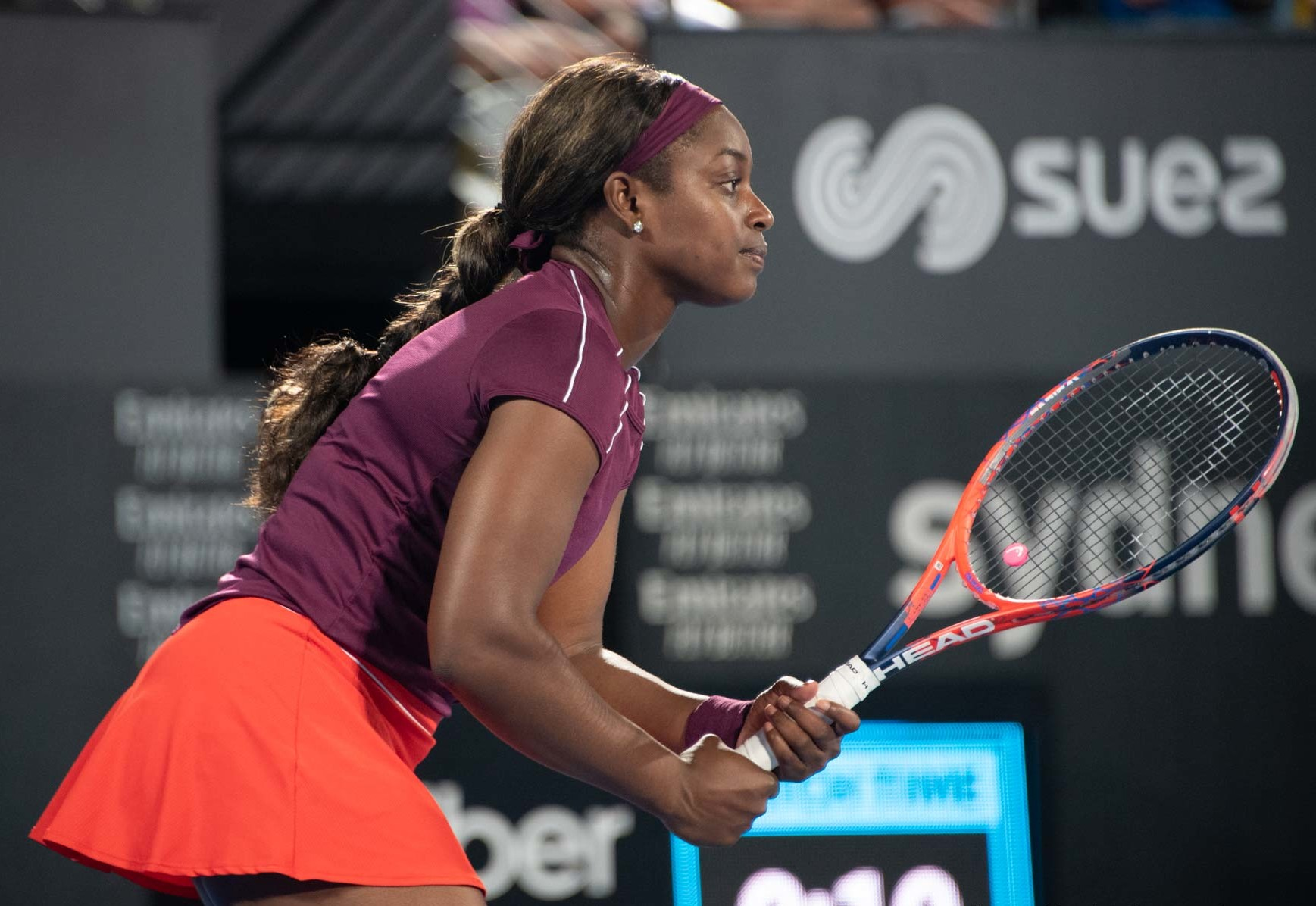
Sloane Stephens a Sydney nel 2019

Inizia la nuova stagione perdendo a Brisbane nel match d'esordio contro Johanna Konta in due set. La settimana seguente, a Sydney, dopo aver vinto in rimonta contro Ekaterina Aleksandrova, perde al secondo turno contro Yulia Putintseva. Nonostante ciò agli Australian Open supera i primi tre turni agilmente accedendo agli ottavi di finale a Melbourne per la prima volta dopo cinque anni, dove perde contro Pavlyuchenkova in tre set.
Dopo una serie di risultati deludenti ottenuti nei tornei di Acapulco, Indian Wells e Miami (dove difendeva il titolo), inaugura la stagione sulla terra prendendo parte al torneo di Charleston. Qui raggiunge i quarti di finale, eliminata dalla futura campionessa Keys in tre set. Torna in campo un mese dopo a Madrid, terzo appuntamento Premier Mandatory dell'anno. Disputa un ottimo torneo raggiungendo la semifinale per la prima volta nella sua carriera: dopo aver battuto Polona Hercog, Azarenka, Zheng Saisai e Petra Martić è costretta a cedere in due set a Kiki Bertens. Dopo essere uscita nel match d'esordio a Roma, sconfitta in tre set da Konta, centra i quarti di finale a Parigi imponendosi su Misaki Doi, Sara Sorribes Tormo, Hercog e Muguruza prima di cedere in due set di nuovo da Konta. La stessa britannica s'impone anche al terzo turno di Wimbledon.
Avvia la stagione sul cemento nordamericano rimediando due sconfitte all'esordio a Washington e Toronto, rispettivamente da Rebecca Peterson e Bouzková. Ritorna a vincere la settimana seguente a Cincinnati, dove è autrice di una rimonta ai danni di Putintseva, prima di essere fermata da una rientrante Kuznecova, futura finalista. Scesa all'undicesima posizione del ranking, si presenta all'US Open, Slam che l'ha vista trionfare due edizioni prima. Qui, viene sconfitta all'esordio dalla qualificata Anna Kalinskaja.
In Asia subisce un'altra sconfitta prematura ad Osaka, contro Giorgi, che le lascia appena tre giochi. Successivamente, a Wuhan, si impone sulle cinesi Zhang Shuai e Wang Yafan, prima di venire estromessa da Ptra Kvitová. Al torneo di Pechino cede malamente a Zheng Saisai. In classifica esce così dalla top 20 per la prima volta dopo un anno e mezzo di permanenza.
Chiude la stagione alla 25ª posizione del ranking mondiale.

### 2020: crollo fino alla Top 40
Continua il trend negativo anche nel 2020, quando inaugura la stagione uscendo all'esordio a Brisbane per mano di Ljudmila Samsonova. In coppia con Sevastova cede al primo turno del doppio. Anche ad Adelaide viene estromessa all'esordio e così pure all'Australian Open per mano di Zhang Shuai. Torna in campo solo a fine febbraio, per disputare i tornei messicani di Acapulco e Monterrey. Nel primo torneo subisce la peggiore sconfitta della stagione, venendo fermata dalla giocatrice di casa Renata Zarazúa, all'epoca numero 270 del ranking. Trova la prima vittoria dell'anno a Monterrey, dove ha la meglio sulla giovane connazionale Emma Navarro, prima di cedere in rimonta a Leylah Annie Fernandez.
A causa della pandemia di COVID-19 che ha investito tutto il mondo, il tennis prende una pausa forzata da marzo ad agosto.
Riprende la racchetta a Lexington, dove esce subito contro Fernandez. Non va meglio al Western & Southern Open, dove viene eliminata al primo turno da Caroline Garcia. Allo US Open è accreditata della 26ª testa di serie: passa agevolmente i primi due turni, mentre al terzo viene fermata da Serena Williams.
La terra non regala soddisfazioni all'americana: viene eliminata al primo turno a Roma e Strasburgo, mentre a Parigi si ferma al secondo turno.
Chiude l'anno al numero 39 del mondo, la peggiore posizione degli ultimi 8 anni (solo nel 2011 aveva chiuso più in basso, al n°97).

### 2021: trecento vittorie e uscita dalla Top 50
Stephens apre malamente l'anno perdendo quattro volte all'esordio, Australian Open compresi. Si aggiudica il primo match della stagione a Miami estromettendo Océane Dodin prima di venire nettamente sconfitta dalla connazionale Amanda Anisimova.
Gioca sulla terra verde al Volvo Car Open che l'ha vista trionfare nel 2016: supera agevolmente Wang Xinyu e Keys, campionessa in carica. Questo successo segna inoltre la sua 300ª vittoria in carriera. Battendo poi Tomljanovic riesce ad arrivare fino ai quarti, dove cede alla futura vincitrice Kudermetova. A Madrid perde al secondo turno da Jabeur, uscendo dalle prime 60 del mondo. A Roma è costretta a partire dalle qualificazioni, evento che non le capitava addirittura dal 2012: perde da Zidanšek al turno decisivo, ma viene ripescata come lucky-loser. Tuttavia viene sconfitta subito dalla connazionale Keys. La settimana successiva partecipa al nuovo WTA 250 di Parma: riesce a raggiungere la semifinale (la prima dell'anno), ma si deve arrendere a Wang Qiang in due set. Anche al Roland Garros riesce a giocare un buon torneo: batte la rientrante Suarez Navarro, la n°9 del seeding Karolína Plíšková e la n°18 Muchová, approdando agli ottavi di finale. Nella circostanza, cede malamente alla terza ceca di fila affrontata, Barbora Krejčíková, futura vincitrice, che le lascia solo due giochi. Si presenta a Wimbledon, dove batte la n°10 del seeding Kvitová per poi vincere il derby contro Kristie Ahn; la sua avventura si ferma al terzo turno, sconfitta dalla wild-card Samsonova in tre set.
Sul cemento americano non trova particolari sussulti, arrivando al secondo turno a Montréal e San José (dove cede, rispettivamente, a Sabalenka e Collins) e fermandosi all'esordio a Cincinnati (bloccata da Garcia). Allo US Open, il sorteggio la pone di fronte a Keys all'esordio, nel remake della finale del 2017 e anche questa volta Stephens ha la meglio. Dopo aver superato Coco Gauff, viene fermata da Kerber. A Chicago subisce un'altra dura sconfitta per opera di Zidansek, che le concede solo tre giochi. A Indian Wells, rimonta un set di svantaggio a Heather Watson, guadagnandosi il derby contro la n°19 del seeding Jessica Pegula da cui esce sconfitta.
Chiude l'anno giocando la Billie Jean King Cup tra le file degli USA: contribuisce alla vittoria sulla Spagna (2-1) nel gruppo C battendo Nuria Párrizas Díaz. Dopodiché viene schierata nel primo singolare della semifinale contro la federazione russa, ma cede a Samsonova in tre set, contribuendo alla sconfitta finale della sua nazionale (1-2).
Termina il 2021 al n°64 del mondo, la peggior posizione occupata dall'americana dal 2011.

### 2022: 7º titolo WTA, ritorno nei quarti di uno Slam e in top-50
Inizia l'anno all'Australian Open, dove incassa una sconfitta all'esordio contro la campionessa in carica degli US Open Emma Raducanu. Successivamente prende parte al torneo di Guadalajara, dove approda alla sua 10ª finale WTA della carriera contro Bouzková, ottenendo così il suo settimo titolo nel circuito maggiore, il primo dopo quattro anni di digiuno. A Indian Wells, l'americana cede subito a Osaka in tre set; a Miami esce al secondo round, contro la connazionale Pegula. Sulla terra, non figura bene nei suoi primi impegni: tra Charleston, Madrid, Roma e Strasburgo, ottiene quattro sconfitte al primo turno. Chiude la parentesi sul rosso partecipando al Roland Garros dove vince il suo primo incontro stagionale su terra contro Jule Niemeier, e arriva a disputare il suo settimo quarto di finale slam, il primo dal 2019, dove viene eliminata dalla connazionale Gauff. Grazie all'ottimo torneo disputato, rientra tra le prime 50 del mondo.
Dopo una pessima stagione su erba, si presenta sul cemento americano, dove raccoglie al massimo il secondo turno a Toronto, Cincinnati, allo US Open e San Diego. Chiude l'anno partecipando al '1000' di Guadalajara: batte la qualificata Linda Fruhvirtová e poi la n°14 del mondo Bencic e la n°6 Garcia, tornando a vincere su una top-10 dopo oltre un anno e infilando l'ottavo successo consecutivo nella città messicana nel 2022; nei quarti perde il derby contro Pegula, futura campionessa del torneo,.
Termina l'anno al n°37 del mondo, in risalita rispetto al 2021.

### 2023: un titolo WTA 125
Inizia la stagione con tre sconfitte all'esordio a Auckland, Hobart e Australian Open. Si riprende a Merida, dove raggiunge i primi quarti dell'anno fermata da Giorgi. Bissa il risultato ad Austin, dove viene sconfitta da Gracheva. Delude le aspettative nei due tornei di casa di Indian Wells e Miami, dove perde all'esordio.
Sulla terra, vince il suo primo titolo nella categoria WTA '125'a Saint-Malo, sconfiggendo la rientrante Svitolina in semifinale e Greet Minnen in finale. A Rabat, raggiunge la sua prima semifinale '250' dell'anno, dove si arrende alla futura campionessa Lucia Bronzetti. Grazie a questi buoni risultati, rientra tra le prime 35 della classifica. Al Roland Garros, batte fra le altre l'ex n°1 del mondo Plíšková. Ai quarti viene sconfitta da Aryna Sabalenka. 
A Wimbledon non va oltre il secondo turno.
Sul cemento americano, dopo l'uscita immediata a Washington, raggiunge il terzo turno sia a Montréal che a Cincinnati, perdendo dalla top-5 Rybakina in Canada e dalla top-10 Markéta Vondroušová in Ohio. A Cleveland, si ferma nei quarti contro Sorribes Tormo, che poi vincerà il trofeo. Allo US Open, si arrende subito a Beatriz Haddad Maia in tre set. A San Diego, esce di scena al secondo turno contro la top-10 Garcia. Anche a Guadalajara non va oltre il secondo turno, battuta dalla sorpresa Arango che le lascia tre giochi.
Chiude l'anno al n°48 del mondo.

### 2024: ottavo titolo WTA in singolare e primo in doppio
A Brisbane, dopo un successo su Kateřina Siniaková, cede il passo ad Elise Mertens. Dopo un'uscita all'esordio a Hobart, prende parte all'Australian Open arriva fino al terzo turno fermata dalla russa Anna Kalinskaja in tre set.
Dopo diverse uscite premature, a Indian Wells raggiunge i sedicesimi. A Miami non va oltre il secondo turno, perdendo da Cirstea. A Charleston si ferma negli ottavi di finale contro la futura campionessa Danielle Collins. In doppio, assieme ad Ashlyn Krueger, ottiene il suo primo titolo WTA nella specialità, superando Ljudmyla e Nadila Kičenok in finale per [10–7] al super-tiebreak. A Rouen, coglie l'undicesima finale WTA della carriera, eliminando fra le altre Karolína Plíšková, Garcia nel suo cammino verso la finale, dove supera Linette, ottenendo così il suo ottavo titolo nel circuito maggiore. A Madrid si ferma al secondo turno. Incappa in un periodo negativo sulla terra di Roma e francese (Slam incluso) in cui esce al primo turno.  Prova a dare una svolta su erba, ma raccoglie solo due secondi turni a Birmingham e nello Slam londinese, continuando pure sul cemento americano ad uscire al primo turno, incluso lo Slam.

### 2025: fuori dalla top 300
Nella nuova stagione non riesce a rompere la striscia di sconfitte consecutive del 2024, collezionandone nove in totale. Si infortuna al Merida Open 2025 al piede con la conseguenza di uscire dalla top 300, un ranking che non ricopriva dall'agosto 2017 e che non le permette di accedere alle qualificazioni per il Roland Garros. Durante il periodo di recupero commenta gli incontri WTA per Tennis Channel e si concentra su allenamenti della parte superiore del corpo.

## Statistiche WTA

### Singolare

#### Vittorie (8)
| Legenda               | Legenda      |
| --------------------- | ------------ |
| Grande Slam (1)       |              |
| Ori Olimpici (0)      |              |
| WTA Finals (0)        |              |
| WTA Elite Trophy (0)  |              |
| Dal 2009 al 2020      | Dal 2021     |
| Premier Mandatory (1) | WTA 1000 (0) |
| Premier 5 (0)         | WTA 1000 (0) |
| Premier (1)           | WTA 500 (0)  |
| International (3)     | WTA 250 (2)  |

| N. | Data             | Torneo                                  | Superficie      | Avversaria in finale     | Punteggio        |
| 1. | 9 agosto 2015    | Washington Open, Washington             | Cemento         | Anastasija Pavljučenkova | 6–1, 6–2         |
| 2. | 9 gennaio 2016   | ASB Classic, Auckland                   | Cemento         | Julia Görges             | 7–5, 6–2         |
| 3. | 27 febbraio 2016 | Abierto Mexicano Telcel, Acapulco       | Cemento         | Dominika Cibulková       | 6–4, 4–6, 7–6(5) |
| 4. | 10 aprile 2016   | Volvo Car Open, Charleston              | Terra verde     | Elena Vesnina            | 7–6(4), 6–2      |
| 5. | 9 settembre 2017 | US Open, New York                       | Cemento         | Madison Keys             | 6–3, 6–0         |
| 6. | 31 marzo 2018    | Miami Open, Miami                       | Cemento         | Jeļena Ostapenko         | 7–6(5), 6–1      |
| 7. | 27 febbraio 2022 | Abierto Akron Zapopan, Guadalajara      | Cemento         | Marie Bouzková           | 7–5, 1–6, 6–2    |
| 8. | 21 aprile 2024   | Open Capfinances Rouen Métropole, Rouen | Terra rossa (i) | Magda Linette            | 6–1, 2–6, 6–2    |

#### Sconfitte (3)
| Legenda               | Legenda      |
| --------------------- | ------------ |
| Grande Slam (1)       |              |
| Argenti Olimpici (0)  |              |
| WTA Finals (1)        |              |
| WTA Elite Trophy (0)  |              |
| Dal 2009 al 2020      | Dal 2021     |
| Premier Mandatory (0) | WTA 1000 (0) |
| Premier 5 (1)         | WTA 1000 (0) |
| Premier (0)           | WTA 500 (0)  |
| International (0)     | WTA 250 (0)  |

| N. | Data            | Torneo                  | Superficie  | Avversaria in finale | Punteggio        |
| 1. | 9 giugno 2018   | Open di Francia, Parigi | Terra rossa | Simona Halep         | 6–3, 4–6, 1–6    |
| 2. | 12 agosto 2018  | Rogers Cup, Montréal    | Cemento     | Simona Halep         | 6(6)–7, 6–3, 4–6 |
| 3. | 28 ottobre 2018 | WTA Finals, Singapore   | Cemento (i) | Elina Svitolina      | 6–3, 2–6, 2–6    |

### Doppio

#### Vittorie (1)
| Legenda              |
| -------------------- |
| Grande Slam (0)      |
| Ori Olimpici (0)     |
| WTA Finals (0)       |
| WTA Elite Trophy (0) |
| Dal 2021             |
| WTA 1000 (0)         |
| WTA 500 (1)          |
| WTA 250 (0)          |

| N. | Data          | Torneo                                 | Superficie  | Compagna       | Avversarie in finale            | Punteggio        |
| 1. | 7 aprile 2024 | Credit One Charleston Open, Charleston | Terra verde | Ashlyn Krueger | Ljudmyla Kičenok Nadiia Kičenok | 1–6, 6–3, [10–7] |

#### Sconfitte (1)
| Legenda               | Legenda      |
| --------------------- | ------------ |
| Grande Slam (0)       |              |
| Argenti Olimpici (0)  |              |
| WTA Finals (0)        |              |
| WTA Elite Trophy (0)  |              |
| Dal 2009 al 2020      | Dal 2021     |
| Premier Mandatory (0) | WTA 1000 (0) |
| Premier 5 (0)         | WTA 1000 (0) |
| Premier (0)           | WTA 500 (0)  |
| International (1)     | WTA 250 (0)  |

| N. | Data          | Torneo                      | Superficie | Compagna         | Avversarie in finale         | Punteggio |
| 1. | 5 agosto 2017 | Washington Open, Washington | Cemento    | Eugenie Bouchard | Shūko Aoyama Renata Voráčová | 3–6, 2–6  |

## Circuito WTA 125

### Singolare

#### Vittorie (1)
| N. | Data          | Torneo                            | Superficie  | Avversaria in finale | Punteggio |
| 1. | 7 maggio 2023 | Open 35 de Saint-Malo, Saint-Malo | Terra rossa | Greet Minnen         | 6–3, 6–4  |

## Statistiche ITF

### Singolare

#### Vittorie (1)
| Torneo $100.000 (0) |
| Torneo $80.000 (0)  |
| Torneo $75.000 (0)  |
| Torneo $60.000 (0)  |
| Torneo $50.000 (1)  |
| Torneo $25.000 (0)  |
| Torneo $15.000 (0)  |
| Torneo $10.000 (0)  |

| N. | Data           | Torneo                                  | Superficie  | Avversaria in finale | Punteggio |
| 1. | 15 maggio 2011 | Reggio Emilia Challenger, Reggio Emilia | Terra rossa | Nastas'sja Jakimava  | 6–3, 6–1  |

#### Sconfitte (1)
| Torneo $100.000 (0) |
| Torneo $80.000 (0)  |
| Torneo $75.000 (0)  |
| Torneo $60.000 (0)  |
| Torneo $50.000 (0)  |
| Torneo $25.000 (1)  |
| Torneo $15.000 (0)  |
| Torneo $10.000 (0)  |

| N. | Data           | Torneo                                                       | Superficie  | Avversaria in finale | Punteggio |
| 1. | 16 maggio 2010 | Internazionali Femminili di Tennis Città di Caserta, Caserta | Terra rossa | Romina Oprandi       | 3–6, 3–6  |

### Doppio

#### Vittorie (1)
| Torneo $100.000 (0) |
| Torneo $80.000 (0)  |
| Torneo $75.000 (0)  |
| Torneo $60.000 (0)  |
| Torneo $50.000 (0)  |
| Torneo $25.000 (0)  |
| Torneo $15.000 (0)  |
| Torneo $10.000 (1)  |

| N. | Data           | Torneo                               | Superficie | Partner          | Rivali in finale                   | Risultato |
| 1. | 29 giugno 2008 | ITF Women's Circuit Wichita, Wichita | Cemento    | Christina McHale | Dominika Diesková Ana-Clara Duarte | 6–3, 6–2  |

#### Sconfitte (1)
| Torneo $100.000 (0) |
| Torneo $80.000 (0)  |
| Torneo $75.000 (1)  |
| Torneo $60.000 (0)  |
| Torneo $50.000 (0)  |
| Torneo $25.000 (0)  |
| Torneo $15.000 (0)  |
| Torneo $10.000 (0)  |

| N. | Data             | Torneo                                    | Superficie | Partner       | Rivali in finale                  | Risultato |
| 1. | 14 novembre 2010 | Goldwater Women's Tennis Classic, Phoenix | Cemento    | Julia Boserup | Tetjana Lužans'ka Coco Vandeweghe | 5–7, 4–6  |

## Grand Slam Junior

### Doppio

#### Vittorie (3)
| Tornei del Grande Slam  |
| ----------------------- |
| Australian Open (0)     |
| Open di Francia (1)     |
| Torneo di Wimbledon (1) |
| US Open (1)             |

| N. | Data              | Torneo                      | Superficie  | Compagna    | Avversarie in finale                             | Punteggio        |
| 1. | 5 giugno 2010     | Open di Francia, Parigi     | Terra rossa | Tímea Babos | Lara Arruabarrena Vecino María Teresa Torró Flor | 6–2, 6–3         |
| 2. | 3 luglio 2010     | Torneo di Wimbledon, Londra | Erba        | Tímea Babos | Irina Chromačëva Elina Svitolina                 | 6(7)–7, 6–2, 6–2 |
| 3. | 11 settembre 2010 | US Open, New York           | Cemento     | Tímea Babos | An-Sophie Mestach Silvia Njirić                  | w/o              |

#### Sconfitte (1)
| Tornei del Grande Slam  |
| ----------------------- |
| Australian Open (0)     |
| Open di Francia (0)     |
| Torneo di Wimbledon (0) |
| US Open (1)             |

| N. | Data             | Torneo            | Superficie | Compagna         | Avversarie in finale                | Punteggio |
| 1. | 6 settembre 2008 | US Open, New York | Cemento    | Mallory Burdette | Noppawan Lertcheewakarn Sandra Roma | 0–6, 2–6  |

## Risultati in progressione
| Sigla | Risultato               |
| ----- | ----------------------- |
| V     | Vincitore               |
| F     | Finalista               |
| SF    | Semifinalista           |
| O     | Oro olimpico            |
| A     | Argento olimpico        |
| SF    | Bronzo olimpico         |
| QF    | Quarti di Finale        |
| 4T    | Quarto turno            |
| 3T    | Terzo turno             |
| 2T    | Secondo turno           |
| 1T    | Primo turno             |
| RR    | Round Robin             |
| LQ    | Turno di qualificazione |
| A     | Assente                 |
| ND    | Non disputato           |

| Legenda superfici    |
| -------------------- |
| Cemento              |
| Terra battuta        |
| Erba                 |
| Superficie variabile |

### Singolare
Aggiornato a fine WTA Tour 2023 
| Torneo                 | 2008            | 2009            | 2010            | 2011            | 2012            | 2013            | 2014            | 2015            | 2016            | 2017            | 2018          | 2019          | 2020          | 2021            | 2022            | 2023            | Titoli      | V–S         |
| ---------------------- | --------------- | --------------- | --------------- | --------------- | --------------- | --------------- | --------------- | --------------- | --------------- | --------------- | ------------- | ------------- | ------------- | --------------- | --------------- | --------------- | ----------- | ----------- |
| Tornei del Grande Slam |                 |                 |                 |                 |                 |                 |                 |                 |                 |                 |               |               |               |                 |                 |                 |             |             |
| Australian Open        | Assente         | Assente         | Assente         | Q2              | 2T              | SF              | 4T              | 1T              | 1T              | A               | 1T            | 4T            | 1T            | 1T              | 1T              | 1T              | 0 / 11      | 12–11       |
| Open di Francia        | Assente         | Assente         | Assente         | 1T              | 4T              | 4T              | 4T              | 4T              | 3T              | A               | F             | QF            | 2T            | 4T              | QF              | 4T              | 0 / 12      | 35–12       |
| Wimbledon              | Assente         | Assente         | Assente         | Q2              | 3T              | QF              | 1T              | 3T              | 3T              | 1T              | 1T            | 3T            | ND            | 3T              | 1T              | 2T              | 0 / 11      | 15–11       |
| US Open                | Q2              | Q1              | Q2              | 3T              | 3T              | 4T              | 2T              | 1T              | A               | V               | QF            | 1T            | 3T            | 3T              | 2T              | 1T              | 1 / 12      | 24–11       |
| Vittorie–Sconfitte     | 0–0             | 0–0             | 0–0             | 2–2             | 8–4             | 15–4            | 7–4             | 5–4             | 4–3             | 7–1             | 10–4          | 9–4           | 4–3           | 7–4             | 5-4             | 4-4             | 1 / 46      | 86–45       |
| Giochi olimpici        |                 |                 |                 |                 |                 |                 |                 |                 |                 |                 |               |               |               |                 |                 |                 |             |             |
| Giochi olimpici        | A               | Non disputati   | Non disputati   | Non disputati   | A               | Non disputati   | Non disputati   | Non disputati   | 1T              | Non disputati   | Non disputati | Non disputati | Non disputati | A               | Non disputati   | Non disputati   | 0 / 1       | 0–1         |
| Torneo di fine anno    |                 |                 |                 |                 |                 |                 |                 |                 |                 |                 |               |               |               |                 |                 |                 |             |             |
| WTA Finals             | Non qualificata | Non qualificata | Non qualificata | Non qualificata | Non qualificata | Non qualificata | Non qualificata | Non qualificata | Non qualificata | Non qualificata | F             | NQ            | ND            | Non qualificata | Non qualificata | Non qualificata | 0 / 1       | 4–1         |
| WTA 1000               |                 |                 |                 |                 |                 |                 |                 |                 |                 |                 |               |               |               |                 |                 |                 |             |             |
| Doha / Dubai[1]        | Assente         | Assente         | Assente         | Assente         | Assente         | 2T              | 1T              | Assente         | Assente         | Assente         | Assente       | Assente       | Assente       | Assente         | Assente         | Assente         | 0 / 2       | 1–2         |
| Indian Wells           | Assente         | Assente         | 2T              | 2T              | 2T              | 2T              | QF              | 4T              | 2T              | A               | 3T            | 2T            | ND            | 2T              | 1T              | 1T              | 0 / 12      | 11–12       |
| Miami                  | Q1              | Q1              | Q1              | 1T              | 3T              | 4T              | 3T              | QF              | 2T              | A               | V             | 3T            | ND            | 2T              | 2T              | 1T              | 1 / 11      | 18–10       |
| Madrid                 | ND              | Assente         | Assente         | Q1              | Q1              | 1T              | 3T              | 2T              | 2T              | A               | 3T            | SF            | ND            | 2T              | 1T              | 1T              | 0 / 9       | 11–9        |
| Roma                   | Assente         | Assente         | Assente         | Assente         | 2T              | 3T              | 2T              | 1T              | Assente         | Assente         | 3T            | 2T            | 1T            | 1T              | 1T              | 2T              | 0 / 10      | 7–10        |
| Montréal / Toronto     | Assente         | Assente         | Assente         | Assente         | Assente         | 3T              | 2T              | 1T              | 1T              | SF              | F             | 2T            | ND            | 2T              | 2T              | 3T              | 0 / 10      | 15–10       |
| Cincinnati             | NT1             | Assente         | Assente         | 1T              | 3T              | 3T              | 3T              | 3T              | A               | SF              | 3T            | 3T            | 1T            | 1T              | 2T              | 3T              | 0 / 12      | 17–12       |
| Tokyo / Wuhan[2]       | Assente         | Assente         | Assente         | Assente         | Assente         | 2T              | A               | 2T              | A               | 1T              | 1T            | 3T            | Non disputato | Non disputato   | Non disputato   | Non disputato   | 0 / 5       | 4–5         |
| Pechino                | Assente         | Assente         | Assente         | Assente         | Assente         | 3T              | A               | 2T              | A               | 1T              | 3T            | 2T            | Non disputato | Non disputato   | Non disputato   | A               | 0 / 5       | 6–5         |
| Carriera               |                 |                 |                 |                 |                 |                 |                 |                 |                 |                 |               |               |               |                 |                 |                 |             |             |
| Tornei giocati         | 0               | 0               | 3               | 9               | 17              | 22              | 19              | 21              | 13              | 8               | 20            | 19            | 11            | 18              | 17              | 20              | 217         | 217         |
| Titoli                 | 0               | 0               | 0               | 0               | 0               | 0               | 0               | 1               | 3               | 1               | 1             | 0             | 0             | 0               | 1               | 0               | 7           | 7           |
| Finali                 | 0               | 0               | 0               | 0               | 0               | 0               | 0               | 1               | 3               | 1               | 4             | 0             | 0             | 0               | 1               | 0               | 10          | 10          |
| Cemento V–S            | 0–0             | 0–0             | 1–1             | 6–6             | 12–10           | 28–17           | 12–11           | 19–13           | 11–6            | 15–9            | 25–14         | 10–13         | 3–8           | 7–11            | 13–9            | 12–14           | 174–142     | 174–142     |
| Terra V–S              | 0–0             | 0–0             | 1–2             | 1–3             | 7–6             | 7–5             | 6–6             | 8–5             | 9–3             | 0–0             | 10–5          | 12–4          | 1–3           | 11–6            | 5–6             | 13–5            | 92–59       | 92–59       |
| Erba V–S               | 0–0             | 0–0             | 0–0             | 0–0             | 2–1             | 4–1             | 3–3             | 5–2             | 2–1             | 0–1             | 0–1           | 2–2           | 0–0           | 2–1             | 0–2             | 1–1             | 21–16       | 21–16       |
| Totale V-S             | 0–0             | 0–0             | 2–3             | 7–9             | 21–17           | 39–23           | 21–20           | 32–20           | 22–10           | 15–10           | 35–19         | 24–19         | 4–11          | 16–15           | 18–17           | 26–20           | 357–270     | 357–270     |
| Vittorie %             | –               | –               | 40%             | 44%             | 55%             | 63%             | 51%             | 62%             | 69%             | 60%             | 66%           | 56%           | 27%           | 52%             | 51%             | 57%             | 56.94%      | 56.94%      |
| Ranking di fine anno   | 496             | 802             | 198             | 97              | 38              | 12              | 36              | 30              | 36              | 13              | 6             | 25            | 39            | 64              | 37              | 48              | $17.972.352 | $17.972.352 |

Note
- 1 Il Dubai Tennis Championships e il Qatar Ladies Open di Doha si scambiarono frequentemente lo status tra evento Premier ed evento Premier 5 dal 2009 al 2020.
- 2 Nel 2014 il Toray Pan Pacific Open ha cambiato lo status in evento Premier ed è stato sostituito dal Wuhan Open come evento Premier 5. Nel 2021 diventa di categoria WTA 1000.

## Vittorie contro giocatrici Top 10
| Stagione | 2013 | 2014 | 2015 | 2016 | 2017 | 2018 | 2019 | 2020 | 2021 | 2022 | 2023 | Totale |
| Vittorie | 2    | 0    | 3    | 1    | 3    | 8    | 0    | 0    | 2    | 1    | 1    | 21     |

| #    | Giocatrice               | Ranking | Evento                               | Superficie  | Turno | Punteggio        | Rank. SSR |
| ---- | ------------------------ | ------- | ------------------------------------ | ----------- | ----- | ---------------- | --------- |
| 2013 |                          |         |                                      |             |       |                  |           |
| 1.   | Serena Williams          | 3       | Australian Open, Melbourne           | Cemento     | QF    | 3–6, 7–5, 6–4    | 25        |
| 2.   | Marija Šarapova          | 3       | Cincinnati Open, Cincinnati          | Cemento     | 2T    | 2–6, 7–6(5), 6–3 | 17        |
| 2015 |                          |         |                                      |             |       |                  |           |
| 3.   | Carla Suárez Navarro     | 9       | Eastbourne International, Eastbourne | Erba        | 2T    | 6–1, 7–5         | 43        |
| 4.   | Carla Suárez Navarro (2) | 10      | Cincinnati Open, Cincinnati          | Cemento     | 1T    | 6–1, 6–2         | 40        |
| 5.   | Karolína Plíšková        | 9       | China Open, Pechino                  | Cemento     | 1T    | 6–3, 6–2         | 29        |
| 2016 |                          |         |                                      |             |       |                  |           |
| 6.   | Angelique Kerber         | 2       | Charleston Open, Charleston          | Terra verde | SF    | 6–1, 3–0 rit.    | 25        |
| 2017 |                          |         |                                      |             |       |                  |           |
| 7.   | Angelique Kerber (2)     | 3       | Canadian Open, Toronto               | Cemento     | 3T    | 6–2, 6–2         | 934       |
| 8.   | Dominika Cibulková       | 10      | US Open, New York                    | Cemento     | 2T    | 6–2, 5–7, 6–3    | 83        |
| 9.   | Venus Williams           | 9       | US Open, New York                    | Cemento     | SF    | 6–1, 0–6, 7–5    | 83        |
| 2018 |                          |         |                                      |             |       |                  |           |
| 10.  | Garbiñe Muguruza         | 3       | Miami Open, Miami                    | Cemento     | 4T    | 6–3, 6–4         | 12        |
| 11.  | Angelique Kerber (3)     | 10      | Miami Open, Miami                    | Cemento     | QF    | 6–1, 6–2         | 12        |
| 12.  | Jeļena Ostapenko         | 5       | Miami Open, Miami                    | Cemento     | F     | 7–6(5), 6–1      | 12        |
| 13.  | Elina Svitolina          | 5       | Canadian Open, Montréal              | Cemento     | SF    | 6–3, 6–3         | 3         |
| 14.  | Naomi Ōsaka              | 4       | WTA Finals, Singapore                | Cemento (i) | RR    | 7–5, 4–6, 6–1    | 6         |
| 15.  | Kiki Bertens             | 9       | WTA Finals, Singapore                | Cemento (i) | RR    | 7–6(4), 2–6, 6–3 | 6         |
| 16.  | Angelique Kerber (4)     | 2       | WTA Finals, Singapore                | Cemento (i) | RR    | 6–3, 6–3         | 6         |
| 17.  | Karolína Plíšková (2)    | 8       | WTA Finals, Singapore                | Cemento (i) | SF    | 0–6, 6–4, 6–1    | 6         |
| 2021 |                          |         |                                      |             |       |                  |           |
| 18.  | Karolína Plíšková (3)    | 10      | Open di Francia, Parigi              | Terra rossa | 2T    | 7–5, 6–1         | 59        |
| 19.  | Petra Kvitová            | 10      | Torneo di Wimbledon, Londra          | Erba        | 1T    | 6–3, 6–4         | 73        |
| 2022 |                          |         |                                      |             |       |                  |           |
| 20.  | Caroline Garcia          | 10      | Guadalajara Open, Guadalajara        | Cemento     | 3T    | 7–6(6), 7–5      | 50        |
| 2023 |                          |         |                                      |             |       |                  |           |
| 21.  | Caroline Garcia (2)      | 6       | Cincinnati Open, Cincinnati          | Cemento     | 2T    | 4–6, 6–4, 6–4    | 38        |